# Christophe Duchatelet
Pour les articles homonymes, voir Duchâtelet.
Christophe Duchatelet est né en 1963 à Fort-Lamy (devenue Ndjamena, capitale du Tchad). Il est écrivain.

## Biographie
Après une enfance dans les pays d’outre-mer, sa famille s’installe à la campagne près de Niort (Deux-Sèvres), en 1975. 
En 1983 et 1984, il rencontre à Niort et à Poitiers Nicolas Bourriaud, Jean-Yves Jouannais, Christophe Kihm et Laurent Quintreau. De cette amitié naîtra La Société Perpendiculaire en 1985, entreprise de fiction. Des années plus tard, en 1995, ce groupe littéraire fonde à Paris sa revue éponyme La Revue perpendiculaire, publiée d’abord aux Éditions Michalon (1995-1996), puis chez Flammarion (1997-1998). 
En ce début des années 1980, la scène musicale en France se trouve en pleine effervescence depuis le sursaut punk démarré à Londres en 1977. Encouragé par cet élan créatif, il monte avec Nicolas Bourriaud La Confirmation, un groupe influencé par la musique tribale et la new wave expérimentale, de Cabaret Voltaire à Pere Ubu. Composé de deux basses (Eric Parat et Dominique Kret), d’un ensemble de percussions fabriqué à partir de matériaux de récupération (Nicolas Bourriaud) et d’un chanteur (Christophe Duchatelet), le groupe donne plusieurs concerts où il s’agit de jouer sur scène jusqu'à s'évanouir, et cela jusqu'à l'automne 1985, date de sa dissolution. Les enregistrements sonores de l’époque feront l’objet en octobre 2017 d’une édition vinyle produite par le label Delodio, fondé par Stéphane Bodin et François Marché, créateurs du groupe Bosco .
En 2008, après la publication de son second roman, Pelles & Râteaux,, la Galerie Dominique Fiat l'invite pour sa première exposition personnelle à Paris : « Barry, la tournée en Chine », une enquête sur la carrière énigmatique d’un chanteur sans voix.
Son troisième roman, intitulé Par-dessus ton épaule, est paru en mars 2017 aux éditions Grasset dans la collection de Martine Saada.

## Publications

### Romans
- Le Stage agricole[10], éditions Flammarion, 1997.
- Pelles & Râteaux[11] éditions Calmann-Lévy, 2008.
- Par-dessus ton épaule[12], éditions Grasset, collection de Martine Saada, 2017.

### Nouvelles et textes
- L’Inclinaison du légume, nouvelle, in revue L’Infini[13], no 52, 1995, éditions Gallimard.
- Grand tirage, nouvelle, in Revue perpendiculaire[14], no 2, printemps 1996 et no 5, hiver 1996, éditions Michalon.
- Atome, ta mère, extrait roman, in Revue perpendiculaire, no 3, été 1996, éditions Michalon.
- Vaincre les corps (à propos de Raymond Guérin), in Revue perpendiculaire, no 7, automne 1997, éditions Flammarion.
- Pour une fiction permanente, texte critique, in Revue perpendiculaire, no 7, automne 1997, éditions Flammarion.
- Les Chroniques du fantôme, extrait roman, in Revue perpendiculaire, no 11, automne 1998, éditions Flammarion.
- Société perpendiculaire[15], Rapport d’activité, ouvrage collectif, 2002, éditions Images Modernes.

## Scénarios
- Pelles & Râteaux, adaptation cinématographique, production Arcapix, 2009.
- Bonhomme, adaptation et dialogue avec Marion Vernoux, production Les Films du Kiosque[16], 2015-2017. Sortie prévue en 2018.

## Expositions
- Barry, la tournée en Chine, 2008, galerie Dominique Fiat, Paris, France, exposition personnelle[7].
- Une forme pour toute action[17] : Dancebox, 2010, curator : Eric Mangion, Le printemps de septembre, les Abattoirs, Toulouse, France.
- Félicien Marboeuf (1852 - 1924)[18], 2009, curator : Jean-Yves Jouannais, Fondation d’Entreprise Ricard, Paris, France.
- XS Paris, curator: Elisabeth Wetterwald, 2007, Fondation d’entreprise Ricard, Paris, France.
- Change is good[19], 2007,  curators : José Albergaria et Rik Bas Baker, La Chaufferie, Strasbourg, France.
- Nuit Blanche, 2006, quartier de la Goutte d’Or, Galerie Extérieure, Paris, France.
- L’Idiotie, Experience Pommery # 2005, curator : Jean-Yves Jouannais, Domaine Pommery, Reims, France.
- La Tapisserie, rétrospective de la Société perpendiculaire, 2002, curator : Eric Mangion, FRAC Provence Alpes-Côte d’Azur, Marseille, France.